# Epimelitta consobrina
Epimelitta consobrina là một loài bọ cánh cứng trong họ Cerambycidae.